# Claus-Dieter Kröger
Claus-Dieter Kröger (* 26. Dezember 1949) ist ein ehemaliger deutscher Fußballspieler.

## Karriere
Kröger spielte von 1970 bis 1972 mit dem Hamburger SV in der Bundesliga. In den beiden Spielzeiten absolvierte er fünf Spiele, sein erstes am 29. Mai 1971, dem 33. Spieltag der Saison 1970/71, als er im Spiel gegen Borussia Dortmund eingewechselt wurde. Aufgrund von anhaltenden Verletzungssorgen beendete er 1972 seine höherklassige Laufbahn.
Zur Saison 1970/71 wurde Kröger aus der HSV-Amateurelf, wie auch Walter Volkert, Wolfgang Kampf und Hans-Peter Gummlich in den Lizenzspielerkader von Trainer Klaus-Dieter Ochs übernommen. Zusätzlich verpflichtete der HSV noch Hans-Jürgen Ripp, Heinz Bonn und Gerd Klier. Nach seinem BL-Debüt 1970/71 kam der Verteidiger in seiner zweiten Saison, 1971/72, zu vier weiteren Ligaeinsätzen. Am 22. Februar 1972 war er auch im DFB-Pokal beim Heimspiel gegen Werder Bremen (1:0) als rechter Verteidiger aktiv. Er bildete vor Torhüter Rudi Kargus zusammen mit Willi Schulz, Manfred Kaltz und Caspar Memering die Defensivformation.
Zur Saison 1973/74 kehrte er zu den HSV-Amateuren zurück.